# Токаревка
То́каревка (каз. Токарев) — село у складі Мамлютського району Північноказахстанської області Казахстану. Входить до складу Новомихайловського сільського округу.
Населення — 113 осіб (2021; 125 у 2009, 191 у 1999, 215 у 1989).
Національний склад станом на 1989 рік:
- росіяни — 51 %
- німці — 27 %.